# Ganodes atayupanquii
Ganodes atayupanquii (лат.) — вид наездников-ихневомнид рода Ganodes из подсемейства Poemeniinae (Ichneumonidae). Неотропика: Перу.

## Описание
Наездники-ихневмониды средних размеров (1 см). От близких видов отличается следующими признаками: тергит II гладкий и полированный, задние и боковые края тергитов II-IV белые; мезоскутум по центру с несколькими нерегулярными полосами; метаплеврон желтоватый или красноватый; задние тазики жёлтые или оранжевые; задние бёдра без продольных чёрных полос. Коготки передних и средних лапок самки с мелкими зубцами. Имеют стройное удлиненное тело с длинным яйцекладом. Биология неизвестна.